# Sojuz 16

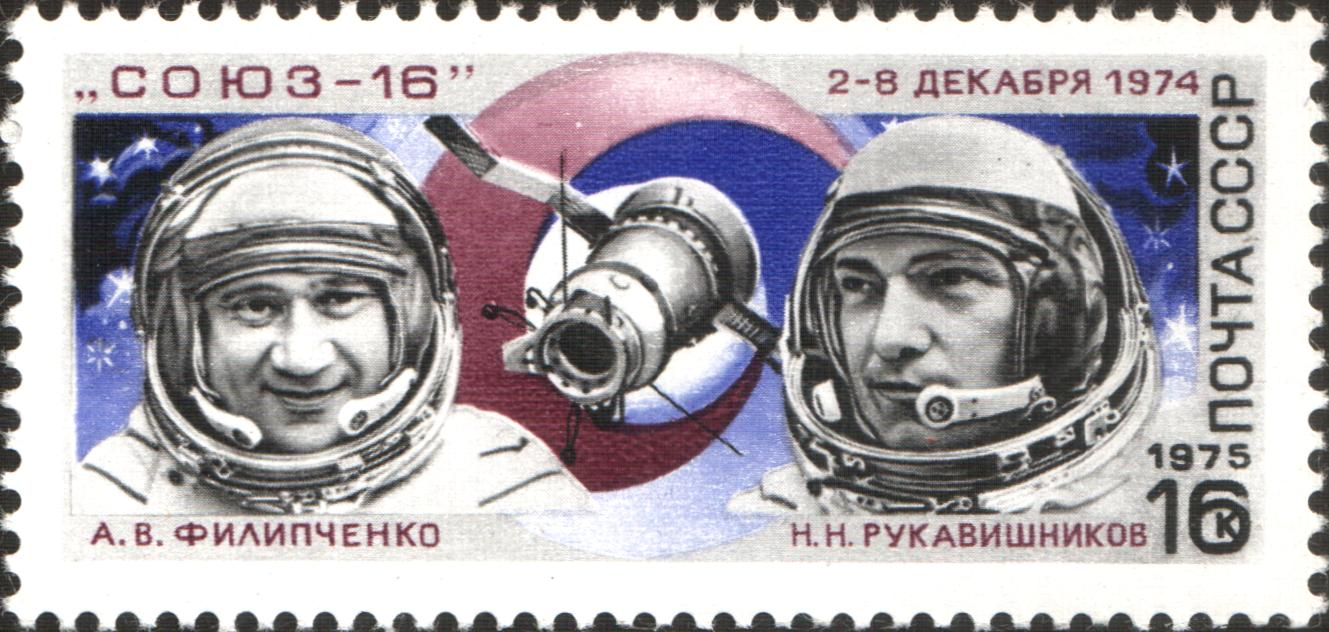
Znaczek pocztowy wydany w ZSRR z okazji misji Sojuz 16.

Sojuz 16 (kod wywoławczy Буран - burza śnieżna) był lotem doświadczalnym, mającym wypróbować wyposażenie i procedury na rzecz programu wspólnego, radziecko-amerykańskiego lotu kosmicznego, którego ostatecznym rezultatem była misja Sojuz-Apollo. Między innymi przeprowadzono eksperyment z obniżeniem ciśnienia wewnętrznego do 540 mm Hg. Wykonano też fotografie Ziemi i doświadczenia biomedyczne. W czasie tego lotu przeprowadzono również manewry przewidziane dla lotu Sojuz-Apollo. Statek okrążył Ziemię 96 razy.

## Załoga

### Podstawowa
- Anatolij Filipczenko (2)
- Nikołaj Rukawisznikow (2)

### Rezerwowa
- Władimir Dżanibekow (1)
- Borys Andriejew (1)

### Druga rezerwowa
- Jurij Romanienko (1)
- Aleksandr Iwanczenkow (1)

## Przebieg misji
Kosmonauci Anatolij Filipczenko i Nikołaj Rukawisznikow ocenili możliwości zmodyfikowanej kapsuły Sojuz i modułu cumowniczego, który miał umożliwić połączenie dwóch różnych konstrukcyjnie pojazdów. Misja pozwoliła jednocześnie na przećwiczenie i usprawnienie współpracy pomiędzy amerykańskimi i radzieckimi inżynierami i kontrolerami, jak również upewniła przedstawicieli USA o niezawodności pojazdów Sojuz.